# Mantella haraldmeieri
A Mantella haraldmeieri   a kétéltűek (Amphibia) osztályába és  a békák (Anura) rendjébe aranybékafélék (Mantellidae) családjába tartozó faj. Frank Glaw szerint ez a taxon a Mantella baroni színváltozata.

## Nevének eredete
Nevét Harald Meier német herpetológus tiszteletére kapta.

## Előfordulása
Madagaszkár endemikus faja. A sziget délkeleti csúcsán, az Anosy-hegységben, 300–950 m-es tengerszint feletti magasságban honos.

## Megjelenése

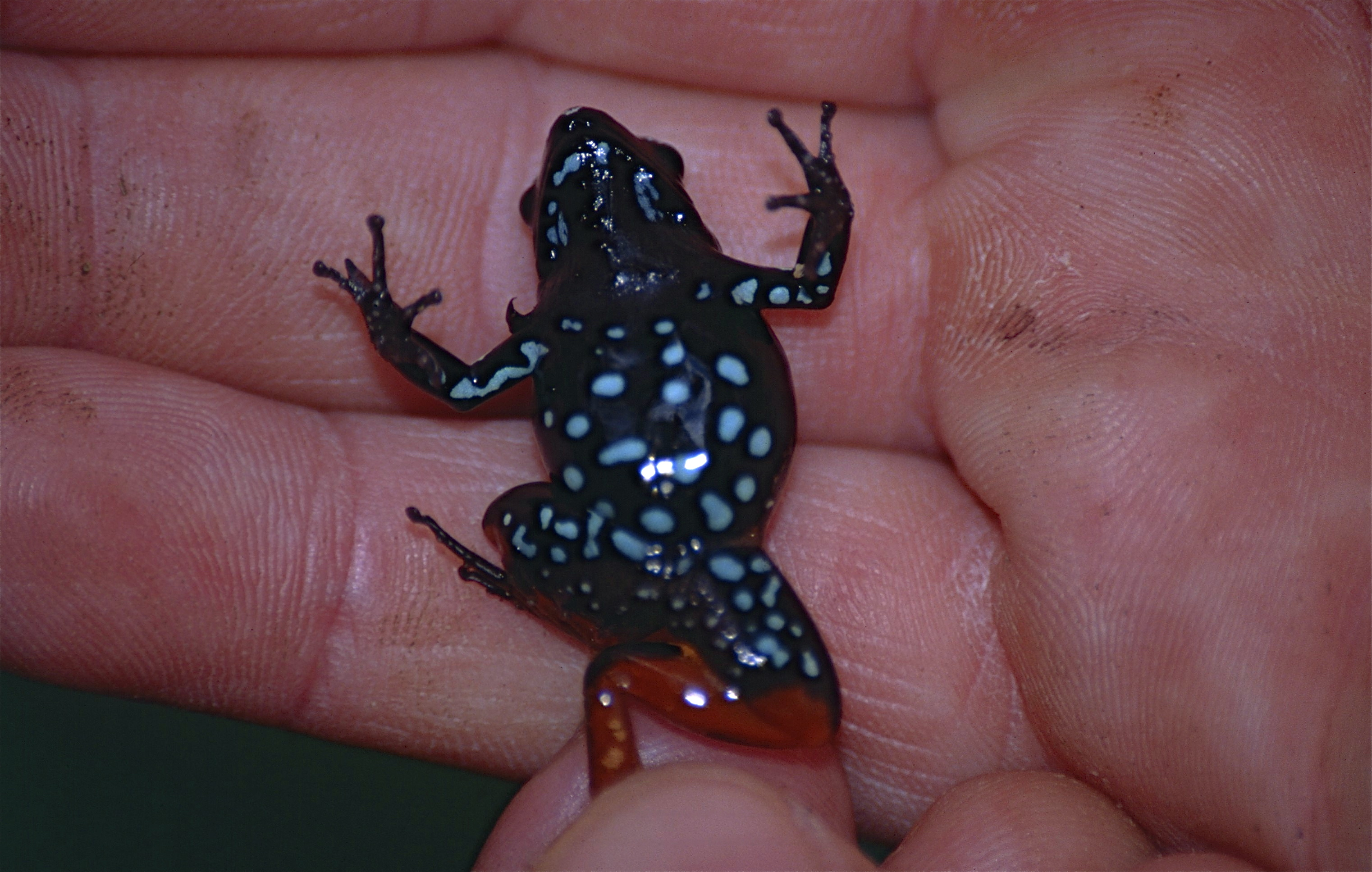
A Mantella haraldmeieri hasi oldala

Kis méretű békafaj. Testhossza 21–27 mm. Háta világosbarna, szabályos háromszög alakú, Y alakú vagy szív alakú, sötétbarna mintázattal, kloáka tájékon két folttal. Oldala sötétbarna, hátának és oldalának színe között éles határvonallal. Hátsó lábai sárgásbarnák, alig kivehető keresztirányú sávokkal. Mellső lábai krém vagy bézs színűek. Íriszének felső fele világos. Hasi oldala fekete. számos apró kerek, fehéres pettyel. Torkán nincs folyamatos patkó alakú minta, alsó lábszárai narancsvörösek.

## Természetvédelmi helyzete
A vörös lista a veszélyeztetett fajok között tartja nyilván. Elterjedési területe kisebb mint 20 000 km². Az összes egyed kevesebb mint tíz helyen él. Élőhelyének kiterjedése csökken, minősége folyamatosan romlik. Megtalálható az Andohahela Nemzeti Parkban.